# 永沢邦男

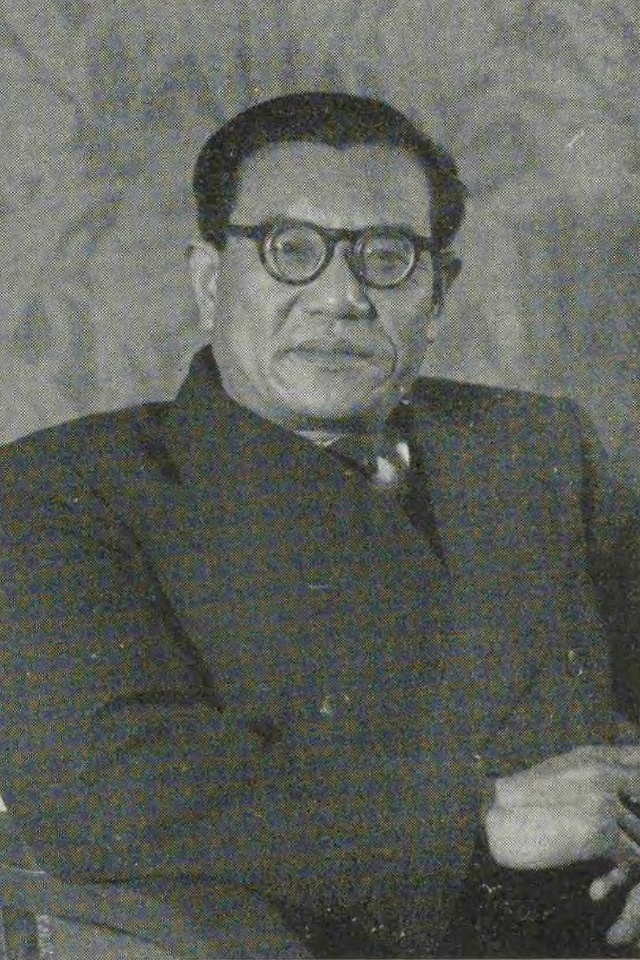
永沢 邦男

永澤 邦男（ながさわ くにお、1899年（明治32年）11月21日 - 1972年（昭和47年）4月9日）は、慶應義塾長、慶應義塾大学法学部長兼大学院法学研究科委員長、法学博士、名誉教授。日本私立大学連盟会長、私立大学振興政策委員会委員長、私立大学設置審議会会長、日本私学振興財団初代理事長を歴任。
従三位瑞宝大綬章。家紋は丸に橘紋。

## 経歴
東京都生まれ。1924年（大正13年）慶應義塾大学法学部法律学科卒業。法学部助手、助教授を経て1933年（昭和8年）に教授。刑事法を担当。1947年（昭和22年）1月神崎丈二と共に慶應義塾常任理事に就任。1956年（昭和31年）7月常任理事を退任し、1963年から法学部長。1965年（昭和40年）4月に慶應義塾長に選任される。1969（昭和44年）5月に塾長を退任。
当時、アメリカ占領軍に接収されていた慶應義塾は、未曾有の経営及び教育上の危機にあり、日吉の木造校舎四棟がアメリカ軍の都合により取り壊されるなど、非常に困難な時期であった。法学部から潮田江次が塾長に就任し、常任理事として犯罪学と刑法を担当していた永沢が就任したのは、大学がストに捲きこまれ、年を経る程激しさを加えた時期でもあった。学生運動が活発になっていた頃、私大連の会長を務めていた永沢は、中央大学の学費値上げが撤回された際、以下のように述べた。
| 「 | 中大は早まったのではないか。これが先例となれば、大学の授業料値下げはもうできなくなってしまう。値上げしなくても済むなら結構だが、その結果私学の経営はさらに苦しくなりひいては私学の質の低下に拍車をかけることになろう。[要出典] | 」 |

学者としては、ドイツ刑法学研究が盛んであった頃にフランスやベルギーに留学し、社会防衛思想を日本に紹介した。いわゆる新派刑法学、近代的な犯罪者処遇法の研究に励む。日本刑法学会理事。
英米の私学助成の実悄視察中に米ニューヨークのメモリアル病院で脳出血により死去。没後、叙従三位、叙勲一等瑞宝章が贈られる。墓所は多磨霊園。

## 著書
- 『保安処分論: 犯罪政策学的研究』（1937年）
- 『刑法講義案』（1940年）